# 니콜라스 데 오반도

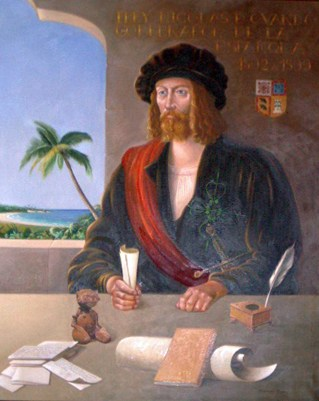

니콜라스 데 오반도 이 카세레스(스페인어: Frey Nicolás de Ovando y Cáceres: 1460년-1511년 5월 29일)는 에스파냐의 귀족 출신 군인으로, 알칸타라 기사단원이었다. 1502년에서 1509년 서인도제도(히스파니올라) 도독을 역임했다.

## 같이 보기
- 스페인 제국